# Štrbské pleso
El Štrbské pleso o Llac de Štrba és un llac glacial d'Eslovàquia. Es troba al massís dels Alts Tatra, al Parc Nacional dels Tatra. Té una superfície de 19,76 ha, una profunditat de 20 m a una alçada de 1.346 m, amb un volum d'aigua d'1.284.000 m³ i unes dimensions de 640 x 600 m. Dona nom a la vila turística de Štrbské Pleso, seu també d'una estació d'esquí, mentre que rep el nom del poble de Štrba, situat uns 7 km al sud.